# Thysanognatha alpheusalis
Thysanognatha alpheusalis är en fjärilsart som beskrevs av Walker 1858. Thysanognatha alpheusalis ingår i släktet Thysanognatha och familjen nattflyn. Inga underarter finns listade i Catalogue of Life.